# Lombardore
Lombardore est une commune italienne de 1 650 habitants située dans la ville métropolitaine de Turin, dans la région Piémont, dans le Nord-Ouest de l'Italie.

## Histoire
De 1802 à 1814, Lombardore appartenait au département français de la Doire, à l'arrondissement de Chivasso et au canton de San Benigno Canavese.

## Administration
| Période                                  | Période | Identité | Étiquette | Qualité |
| ---------------------------------------- | ------- | -------- | --------- | ------- |
|                                          |         |          |           |         |
| Les données manquantes sont à compléter. |         |          |           |         |

### Communes limitrophes
Rivarolo Canavese, Bosconero, Rivarossa, San Benigno Canavese, San Francesco al Campo, Leinì, Volpiano.

## Jumelages
- Casca (Brésil).